# Honey (canción de Mariah Carey)
«Honey» (En español: Miel o comúnmente llamada sentimentalmente: Cariño) es una canción escrita y producida por Mariah Carey, Puff Daddy, Q-Tip y Stevie J, para el sexto álbum de estudio de Carey, Butterfly (1997). La canción utiliza dos samples (muestras): "Hey DJ" de World's Famous Supreme Team, y The Body Rock de Treacherous Three. Fue el primer sencillo del álbum y se convirtió en uno de los mayores éxitos de Carey, alcanzando el número uno en Estados Unidos al debutar en dicha posición y permanecer en la cima por tres semanas. También marcó una transición en la carrera de Carey, acercándola más a un sonido hip hop, dando como resultado un trabajo mucho más urbano que sus antecesores.
«Honey» fue nominada a los premios Grammy de 1998 a la Mejor Interpretación Vocal R&B Femenina y a la Mejor Canción R&B, sin conseguir ganar ninguno de los dos.

## Antecedentes y Letra
«Honey» es bien conocido por su video musical que lo acompaña , que presenta una imagen más sexual y menos conservadora de Carey que la que se había visto anteriormente. 
La letra de la canción es muy explícita y con un significado sexual, algo que la introdujo y acercó más a Carey al género del Hip-Hop de los 90's:

«And it's just like "honey" 
 When your love comes over me 
Oh, baby, I've got a dependency 
Always strung out 
For another taste of your honey 

Traducción: 
Y es como "miel"
Cuando tu amor viene a mí
Oh cariño, tengo una dependencia
Siempre ansiosa por otro bocado de tu "miel" ».
 Honey, Mariah Carey (1997)

El video muestra a Carey como rehén en una mansión, que escapa en una trama de James Bond . Escenas posteriores ven a Carey escapando de sus asaltantes en una moto acuática, bailando a bordo de un barco con marineros y divirtiéndose en una hermosa isla con su amante. El video obtuvo mucha cobertura, ya que se hicieron muchas comparaciones entre el video y los rumores del fracaso del matrimonio de Carey. Si bien Carey negó que las comparaciones fueran algo más que una coincidencia, muchos amigos cercanos, incluido Walter Afanasieff , el compañero de redacción de Carey, sintieron que eran más que obvios.

## Recepción
«Honey» fue el duodécimo sencillo número uno en la lista estadounidense Billboard Hot 100 y su tercer sencillo en debutar en la primera posición, consolidando su posición como la artista con más sencillos en debutar en lo más alto (los otros fueron "Fantasy" y "One Sweet Day", en 1995). Permaneció en el primer puesto durante tres semanas, del 7 de septiembre al 27 de septiembre de 1997. Sustituyó a la canción "Mo Money Mo Problems", de The Notorious B.I.G. con Puff Daddy y Mase, y fue reemplazada por el sencillo de Boyz II Men "4 Seasons of Loneliness". "Honey" permaneció en el top 40 de Estados Unidos durante 18 semanas.
«Honey» fue un éxito relevante fuera de Estados Unidos, llegando a las tres primeras posiciones en Reino Unido, Canadá e Italia. Sin embargo, el éxito en la Europa continental no llegó al nivel de otros sencillos, como "Hero" (1993), "Without You" (1994) y "Fantasy". Llegó al top 10 en Suecia y Australia.
En Asia, la canción llegó al número uno. En Filipinas, "Honey" se convirtió en el primer sencillo en debutar entre los tres primeros puestos, récord que sigue manteniendo Carey y que casi logró batir otro de sus sencillos, "Don't Forget About Us", que debutó en el número cuatro.

## Vídeo
El vídeo musical de Honey es recordado como el clip que cambió para siempre la imagen pública de Carey. Dirigido por Paul Hunter, se rodó en Puerto Ricoy se estrenó en las cadenas de televisión MTV y BET en julio de 1997 y se inspiraba en las películas de James Bond. En él, se ve a Mariah Carey escapando de una mansión en la que se encontraba prisionera. Luego de escapar se queda sin el vestido que llevaba puesto y se la puede ver usando un traje de baño. Durante su huida se intercalan escenas en las que aparece la cantante bailando con un grupo de marineros, escenas en una isla luciendo ropa reveladora y conduciendo una moto de agua. En el cierre, Carey se encuentra en una playa con el modelo David Fumero y su perro, Jack. El vídeo fue nominado para los premios MTV Video Music Awards de 1998 al Mejor Vídeo Femenino.
La cantante ha declarado que el video muestra su verdadera personalidad, y que nunca había podido ser ella misma debido a la presión que ejercía su discográfica.

## Remixes
Se realizaron diferentes remixes de "Honey", entre ellos Bad Boy Remix y Classic Mix, apareciendo este último en el álbum recopilatorio de la cantante The Remixes (2003). El primero, por su parte, es similar a la versión original, aunque Carey comienza la canción con la frase "I thought I told you, we won't stop" (Creo que te lo dije, no vamos a parar). Los elementos de cuerda de la versión original de la canción se eliminaron en el Bad Boy Remix, y cuenta con los raps de The Lox y Mase. El de Mase sustituye el segundo estribillo de la canción, mientras que el de The Lox reemplaza otras partes.
El principal remix de la canción, "Honey" (Bad Boy Remix), también tiene un vídeo, con escenas adicionales que grabó Paul Hunter. La mayor parte de éstas pertenecen a la grabación del vídeo original, a las que se suman otras en las que aparece Carey con Mase, The Lox y Puff Daddy en un túnel por cuyas paredes cae agua ("The Honey Tunnel"). Durante el rap de Mase, éste la rescata (en lugar de los marineros) lanzando una cuerda desde su helicóptero al mar. 
Otra mezcla importante de la canción fue: "Honey" (So So Def Mix), producida por Jermaine Dupri y en el que aparecen raps de Dupri y de Da Brat. Carey volvió a grabar algunas de las voces, aunque la mayor parte de la letra y la estructura melódica es similar a la versión del álbum. La canción utiliza otro sample de "It's Great to Be Here" (de The Jackson 5), aunque no utiliza el de "The Body Rock" de la versión original. El So So Def Remix emplea además el sample "Hey DJ", aunque de forma diferente: en lugar de utilizar el riff de piano de "Hey DJ", emplea la frase "Hey JD, won't you play that song, keep them dancing, dancing all night".
David Morales creó varios remixes dance de la canción, siendo el más importante "Honey" (Classic Mix), entre cuyas versiones se encuentran "Honey" (Def Club Mix), "Honey"(Rascal Dub) y "Honey"(Boss Anthem Mix).

## Posicionamiento en listas
| Lista (1997)                           | Máxima posición |
| -------------------------------------- | --------------- |
| Australia (ARIA)                       | 8               |
| Austria (Ö3 Austria Top 40)            | 39              |
| Bélgica (Flandes) (Ultratop 50)        | 30              |
| Bélgica (Valonia) (Ultratop 50)        | 29              |
| Canadá (RPM Top Singles)               | 1               |
| Canadá (RPM Adult Contemporary)        | 8               |
| Escocia (Scottish Singles Sales Chart) | 13              |
| España (AFYVE)                         | 4               |
| Estados Unidos (Billboard Hot 100)     | 1               |
| Estados Unidos (Hot Dance Club Songs)  | 1               |
| Estados Unidos (Dance Singles Sales)   | 1               |
| Estados Unidos (Hot Latin Songs)       | 30              |
| Estados Unidos (Hot R&B/Hip-Hop Songs) | 2               |
| Estados Unidos (Mainstream Top 40)     | 10              |
| Estados Unidos (Rhythmic)              | 1               |
| Estados Unidos (Tropical Airplay)      | 12              |
| Finlandia (OFC)                        | 12              |
| Francia (SNEP)                         | 39              |
| Alemania (Offizielle Deutsche Charts)  | 38              |
| Irlanda (IRMA)                         | 19              |
| Nueva Zelanda (Recorded Music NZ)      | 3               |
| Países Bajos (Dutch Top 40)            | 8               |
| Países Bajos (Mega Single Top 100)     | 15              |
| Reino Unido (UK Singles Chart)         | 3               |
| Reino Unido (UK R&B Chart)             | 2               |
| Suecia (Sverigetopplistan)             | 8               |
| Suiza (Schweizer Hitparade)            | 23              |

| Lista (1997)                                     | Posición |
| ------------------------------------------------ | -------- |
| Australia (ARIA)                                 | 50       |
| Canadá (RPM Top Singles )                        | 18       |
| Europa Airplay (Music & Media)                   | 24       |
| Países Bajos (Single Top 100)                    | 79       |
| Nueva Zelanda (Recorded Music NZ)                | 18       |
| Suecia (Sverigetopplistan)                       | 91       |
| Reino Unido (OCC)                                | 93       |
| Estados Unidos 'Billboard Hot 100                | 32       |
| Estados Unidos CHR/Pop (Radio & Records)         | 60       |
| Estados Unidos CHR/Rhythmic (Radio & Records)    | 19       |
| Estados Unidos Dance Singles Sales (Billboard)   | 12       |
| Estados Unidos Hot R&B/Hip-Hop Songs (Billboard) | 37       |
| Estados Unidos Mainstream Top 40 (Billboard)     | 45       |
| Estados Unidos Rhythmic (Billboard)              | 19       |
| Estados Unidos Urban (Radio & Records)           | 40       |
| Estados Unidos Urban AC (Radio & Records)        | 35       |